# ТВ Центр
«ТВ Центр» — российский федеральный телеканал. С 6 сентября 1999 по 13 августа 2006 года назывался ТВЦ (хотя с 2013 года прежнее название используется как стилизованное написание внутри логотипа). В основном принадлежит Правительству Москвы (город Москва в лице Департамента городского имущества города Москвы). Генеральный директор телеканала (с 29 октября 2012 года) — Юлия Быстрицкая. Телеканал начал вещание 9 июня 1997 года.
По данным Mediascope за 2019 год (аудитория 18+), средняя доля телеканала в Москве — 4,81 %; рейтинг — 0,72 % (6-е место), в России — 3,38 %; рейтинг 0,56 % (9-е место). Одним из приоритетных направлений является общественно-политическое вещание.
20 апреля 2013 года указом президента РФ телеканал стал федеральным и перешёл в первый мультиплекс цифрового эфирного телевидения DVB-T2.
С 3 июня 2022 года в связи со вторжением России на территорию Украины международная версия телеканала была отключена от вещания на всей территории Европейского Союза.

## История

### 1997—1999. Основание телеканала, формирование штата
15 января 1997 года распоряжением мэра Москвы образовано ОАО «ТВ Центр». Учредителями выступили Москомимущество и МКНТ. Владельцем контрольного пакета акций стало Правительство Москвы.
9 июня 1997 года в 7:15 телеканал «ТВ Центр» начинал вещание на 3 ТВК совместно с «Третьим каналом» (тогда «Московия») города Москвы (на базе телеканалов 2x2 и МТК). Аппаратно-студийная, частично — техническая и производственно-технологическая базы телеканала располагались в телецентре «Останкино». Совместное вещание на одной частоте «Московии» и «ТВ Центра» длительное время было обусловлено прежде всего тем, что «ТВ Центр» являлся каналом московских властей, а «Московия» представляла интересы Московской области. В первые два года вещания «ТВ Центр», наряду с городским кабельным телеканалом «ТВ Центр-Столица» (с 1999 года — «Столица») и спутниковым проектом «Метеор», являлся частью одноимённого вещательного консорциума эфирного, кабельного и спутникового телевидения.
Основу коллектива и руководства «ТВ Центра» составляли люди, ранее работавшие на ВГТРК и её телеканале РТР (среди них генеральный директор Борис Вишняк, генеральный продюсер Станислав Архипов и руководитель главной редакции спортивных программ Сергей Ческидов), некоторая часть сотрудников перешла на новый канал с 2х2 и МТК. Помимо этого, на телеканале начали работу Александр Шашков (с НТВ) и Сергей Ломакин (с ОРТ). Информационная служба «ТВ Центра» состояла как из бывших сотрудников аналогичного подразделения канала 2х2, так и из молодых ведущих, отобранных по конкурсу или на кастингах (в частности, так на телеканал попали ведущие Дмитрий Губерниев и Анастасия Мельникова, в 2000 году ушедшие на РТР).
Первые несколько месяцев телеканал осуществлял вещание только в Москве, Подмосковье и Рязани, 5 января 1998 года началось вещание в Санкт-Петербурге, а затем и в остальных регионах. По состоянию на 1998 год телеканал вещал всего на 36 из 89 российских регионов, охватывая 33,8 % от всей российской территории.
В 1998 году началось строительство собственного телецентра в соседнем с заводом «Темп» здании по ул. Большая Татарская, д. 33, где базировалось руководство телеканала (было завершено в 2003 году).
Сетка вещания
В первый день вещания телеканала был показан фильм Леонида Гайдая «Иван Васильевич меняет профессию», а впоследствии состоялась телевизионная премьера нового фильма Эльдара Рязанова «Привет, дуралеи!». По инициативе одного из основателей канала Анатолия Лысенко «ТВ Центр» начал поэтапное формирование своей сетки вещания: сначала были запущены только новостные и общественно-политические форматы и передачи стороннего производства. Еженедельной информационно-аналитической программой созданной телекомпании становится «День седьмой», которую вели Андрей Быстрицкий и Лев Бруни, а актуальным комментарием — программа «На самом деле», ведущими этой программы стали Михаил Леонтьев и Ольга Романова, ранее являвшиеся сотрудниками газеты «Сегодня». Александр Поклад (ранее был главным редактором Службы информации МНВК, вещавшей под брендом ТВ-6) стал принимать участие в создании «Дня седьмого» и производить публицистическую программу «Рубеж».
Часть первых программ «ТВ Центра» изначально возникли на 2х2 и МТК. Среди них — выходившая по вторникам передача Юрия Полякова, позже Павла Горелова под названием «Лицом к городу», в рамках которой мэр столицы Юрий Лужков или члены московского правительства отчитывались перед зрителями о проделанной работе. Продолжился показ латиноамериканских сериалов, также ранее транслировавшихся на 2х2. В дальнейшем до середины 2000-х годов в утренней и вечерней (кроме Москвы) сетке вещания также присутствовали недорогие зарубежные телесериалы, предназначенные для женской аудитории. Выпуски новостей выходили каждый час в 55 минут завершающегося часа.
С 1997 по 1999 год на канале транслировался чемпионат по автогонкам в классе «Формула-1», который был выкуплен у компании Samipa, обладавшей правами продажи трансляций на Россию. Также летом 1997 года канал получил права на показ недавно вышедшего фильма «Английский пациент» (премьера состоялась 21 марта 1998 года).
1 сентября 1997 года с НТВ на «ТВ Центр» переходит программа «Времечко». Первые собственные передачи на канале появились с 15 сентября того же года. Одной из них стала информационно-аналитическая программа «Мир без границ», ведущим которой стал Леонид Млечин (ранее был ведущим информационно-аналитической программы РТР «Де-факто», он же позднее стал ведущим исторических программ «Поздний ужин» и «Особая папка»).
С февраля 1998 года утреннее вещание «ТВ Центра» начал открывать информационно-развлекательный канал «Навигатор», разработанный ушедшим из аналогичной утренней программы ОРТ Михаилом Борзиным. В июне того же года впервые выходит программа Алексея Пушкова «Постскриптум». В сентябре также было решено отказаться от пятиминутных выпусков новостей, поскольку, постоянно попадая в эфир между разными программами и фильмами, они не имели постоянного зрителя. Хронометраж вечерних выпусков стал составлять 30 минут, а остальные выпуски стали выходить раз в 2 часа на 55-й минуте часа с продолжительностью от 5 до 20 минут.
В марте 1999 года Михаил Леонтьев перешёл на ОРТ, а Ольга Романова — на телеканал REN-TV, ведущим программы «День седьмой» стал Леонид Млечин.

### 1999—2000. Команда Сергея Лисовского

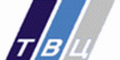
Второй логотип телеканала ТВЦ, действовавший с 6 сентября 1999 по 25 сентября 2000 года

6 сентября 1999 года телеканал меняет название на ТВЦ, более короткое и известное наименование канала. Руководящий состав телекомпании в те годы был представлен людьми, близкими к продюсеру Сергею Лисовскому, учредителю компании Rise LIS’S, до февраля 2000 года занимавшему должность заместителя председателя совета директоров ТВЦ. Генеральным директором телеканала работал Константин Ликутов, генеральным продюсером — Кирилл Легат (занимал эту должность две недели, после чего уволился). После увольнения Легата генеральным продюсером стал Алексей Пищулин, который пришёл с НТВ (в котором был заместителем генерального продюсера).
Период с 1999 по 2000 год был самым успешным на канале с точки зрения рейтингов: его информационные и аналитические программы конкурировали с аналогичными у больших телеканалов, в списке самых популярных программ месяца за проектами ТВЦ могло быть закреплено до 12 позиций. Также команде Лисовского удалось улучшить финансовое положение канала, сократив его долги с $23 миллионов до $15 миллионов. Несмотря на эти обстоятельства, Лисовскому и его людям не удалось задержаться на ТВЦ надолго: причиной этого стало недовольство владельцами канала его работой на выборах в Государственную думу. Поражение в информационной войне привело к тому, что партия «Отечество — Вся Россия» показала результат ниже ожидаемого на выборах, и, как следствие, к отставке членов «команды Лисовского» с руководящих постов ТВЦ в феврале 2000 года.
Сетка вещания
Осенью 1999 года программы «День седьмой» и «На самом деле» были закрыты. Информационная программа, интервью с московским правительством и утренний блок телекомпании приобрели названия «События», «Лицом к людям» и «Настроение» соответственно. Информационно-аналитической программой стала передача «Неделя» с ведущим Владиславом Флярковским, также появилась обзорная программа о событиях в Мосгордуме «Городское собрание». На канал перешёл Дмитрий Киселёв, одним из ведущих вечерних новостных выпусков впервые стал спортивный журналист и комментатор Василий Кикнадзе. Телеканал принял активное участие в освещении парламентских выборов 1999 года (на стороне ОВР против движения «Единство»).
Под руководством команды Сергея Лисовского изменилось программное наполнение канала. Были запущены документальные программы «Секретные материалы» и «Российские тайны» с подзаголовком «Расследование ТВЦ», авторами и ведущими которых, соответственно, являлись Александр Хинштейн и Олег Вакуловский, а также разрабатывавшийся Дмитрием Дибровым и Сергеем Ломакиным дневной информационно-познавательный телеканал «Дата» в режиме интерактивной связи, постоянным ведущим которого являлся радиоведущий и общественный деятель Владимир Туз.

### 2000—2005. Олег Попцов
20 мая 2000 года у телеканала закончилась лицензия на вещание, из-за чего ТВЦ вещал по временному разрешению. В то же время на частоты телеканалов (1 и 3 ТВК в Москве) Министром печати Российской Федерации Михаилом Лесиным был объявлен конкурс, который был выигран ТВЦ (конкурентами были телекомпании ВИD, АТВ, ТНТ, «Московия» и REN-TV (впоследствии отозвала свою заявку). Эфир был сохранён на 5 лет, до весны 2005 года, когда лицензия истекла.
Незадолго до вышеозначенных событий, в феврале 2000 года президентом ТВЦ был избран Олег Попцов. Попцов поспособствовал развитию публицистического и документального вещания на телеканале.
В феврале 2001 года ТРК «Киев» и ТВЦ заключили соглашение о создании совместных программ.

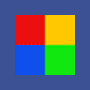
Цветоделение эфирных суток телеканала с декабря 2001 по январь 2006 года и логотип ТВЦ с марта по август 2006 года

С сентября 2001 по январь 2006 года весь эфир телеканала выстраивался по оригинальному цветовому решению, которые заключалось в том, что в течение дня 4 раза (в 6:00, 11:00, 18:00 и 0:00) менялся основной цвет канала: утром все заставки и студии (с осени 2002 года — ещё и фон часов) окрашивались в жёлтый цвет, днём он был зелёным, вечером — синим, ночью — красным. Авторы идеи сопоставляли эфирный теледень канала с полным дневным циклом: «как солнце проходит за сутки круг, так и эфирный день — через 4 основных сектора». С конца декабря 2001 года в те же цвета были окрашены и 4 четверти квадрата в логотипе телеканала, а с января 2006 года все заставки и декорации снова стали синими, как это было до 2001 года.
Передачи телеканала не отличались высокой популярностью и рейтинговыми показателями, а основные рейтинги третьей кнопке в столице приносили в основном программы «Третьего канала», отличавшиеся от программ ТВЦ в том числе и с точки зрения качества. Олег Попцов же заявлял, что причины низких рейтингов ТВЦ заключаются в разделении эфирного времени с «Третьим каналом», невозможности построить законченную сетку вещания из-за совмещения эфира с другой телекомпанией и сознательном неучастии ТВЦ в гонке за рейтингами с другими вещателями.
С 1 января 2003 года был запущен телеканал «Москва — Открытый мир», который не являлся официальной международной версией ТВЦ, а служил посредником для ретрансляции программ московского канала на Европу, Азию и Северную Африку. С 26 июля 2005 года был запущен новый, теперь уже собственный международный канал без рекламы TVCI («ТВ Центр Международный»), зоной вещания которого рассматривается весь мир.
С 15 декабря 2003 года на телеканале было начато орбитальное вещание. В 2003—2004 годах были открыты 3 поясных дубля — «ТВЦ-Центр» (с 2006 года — «ТВЦ-Европа»), «ТВЦ-Урал» и «ТВЦ-Сибирь», как следствие, увеличилось количество выпусков передач, выходящих в прямом эфире. Кроме того, программы стали выходить в эфир по той же сетке вещания, что и в Москве, а не со сдвигом на 3—4 часа, как это было ранее. Позже — в ноябре 2009 года — был запущен поясной дубль «ТВ Центр—Дальний Восток».
В октябре 2004 года с занимаемого места увольняется директор телеканала Павел Каспаров, перейдя на иную руководящую должность в штатном расписании.
21 декабря 2005 года Олег Попцов был уволен с занимаемой должности президента ТВЦ по решению Совета директоров телекомпании. Это увольнение он связал с демонстрацией по телеканалу своего документального фильма «Ваше высокоодиночество», в котором беседовал с виртуальным Путиным. Исполняющим обязанности президента стал вице-президент канала по общественно-политическому вещанию Вячеслав Мостовой, приглашённый Попцовым после ухода с ВГТРК четырьмя годами ранее и оставшийся на посту заместителя генерального директора после прихода нового руководящего состава.
Сетка вещания
Осенью 2000 года программа «Неделя» была закрыта, а Владислав Флярковский ушёл с телеканала. Информационно-аналитическими передачами телекомпании стали возобновлённая программа «Постскриптум» и «Момент истины», перешедшая с канала ТНТ, ведущий которой — Андрей Караулов — стал позднее ещё и ведущим программы в жанре интервью «Русский век». При Олеге Попцове выпуски новостей стали именоваться «События. Время московское», поскольку президент ТВЦ считал, что «зрители должны знать, что происходит в России, но рассматривать это сквозь призму московского взгляда». Он же запустил в эфир ночную информационную программу «События. 25-й час», первым ведущим и соавтором которой был телерадиоведущий Илья Колосов. В телекомпанию перешла с ОРТ Анна Прохорова, став сначала шеф-редактором программы «События», а затем — корреспондентом представительства телеканала в Лондоне. Одновременно с канала РТР на ТВЦ переходит ведущий Сергей Дадыко, который вёл вечерние выпуски «Событий».
С 2002 года, позиционируя себя как «телевидение вечных ценностей», ТВЦ стал включать в свою сетку вещания телепередачи, которые были ранее закрыты на других, более крупных российских телеканалах. Среди них были детские программы «АБВГДейка» (выходившая самостоятельно) и «Утренняя звезда», научно-популярная передача «Очевидное — невероятное» с Сергеем Капицей, документально-публицистические проекты «Репортёр» с Михаилом Дегтярём и «Наша версия: под грифом Секретно» с Михаилом Маркеловым. Среди других телезвёзд 1990-х годов на канале в те годы работали Игорь Воеводин, Илья Легостаев, Ольга Грозная, Николай Петров, Алексей Шахматов, Сергей Минаев, Станислав Кучер. Последний вёл вечерние выпуски «Событий» и программу «25-й час».
Развлекательное вещание на телеканале было представлено преимущественно телеиграми и большим количеством передач для детской аудитории, музыкальное — концертами неактуальных российских исполнителей и шансонье. Выходили в эфир и более неформатные для центральных каналов передачи, как «эпатажная» программа Светланы Конеген «Деликатесы», а также ночной молодёжный телеканал «Открытый проект». Некоторая часть эфирного времени на ТВЦ до середины 2000-х годов была отдана под коммерческие передачи и блоки телемагазинов, от трансляции которых к тому моменту отошли почти все крупные российские каналы. Кинопоказ ТВЦ состоял из фильмов советского, российского, американского или французского производства, а также сериалов латиноамериканского, британского, немецкого, российского и иногда американского производства.
В октябре 2004 года Станислав Кучер после ряда выступлений в эфире с критикой властей был отстранён от ведения программы «События. 25-й час», вместо него ведущей программы стала Анна Прохорова. В это же время по причине несогласия с программной политикой телеканала сотрудничество с ТВЦ прекратил Олег Вакуловский, а часть производственно и финансово затратных низкорейтинговых программ, в том числе и дневной информационно-познавательный телеканал «Дата», была закрыта.

### 2006—2012. Команда Александра Пономарёва
В самом конце 2005 года новым генеральным директором канала стал Александр Пономарёв, возглавлявший ранее телеканал ТВ-6, а затем перешедший на канал «Культура». В течение 2006 года на ТВЦ переходит команда топ-менеджеров, которая ранее работала с Пономарёвым на его предыдущих местах работы: заместитель генерального директора Стелла Неретина, технический директор Александр Золотницкий, замгендиректора по вопросам развития региональной телесети Елена Злотникова, замгендиректора по финансовым вопросам Андрей Воскресенский, главный редактор главной редакции кинопоказа Дирекции художественного вещания и кинопоказа Анна Любашевская, генеральный продюсер Александр Олейников. Информационную службу канала возглавил Михаил Пономарёв. Перед командой Александра Пономарёва была поставлена задача привлечь зрителей среднего возраста, проживающих в регионах России. К моменту ухода Олега Попцова ТВЦ называли «каналом московских пенсионеров», имея в виду то, что наибольшее число его лояльных зрителей составляли представители населения в возрасте старше 55 лет, а общероссийская доля аудитории на протяжении нескольких лет балансировала на отметке в 2 %, что было значительно меньше аналогичного показателя в Москве. В связи с этим канал осуществил ряд изменений во всех направлениях деятельности.

Логотип, действовавший в период с 2006 по 2013 год

14 августа 2006 года возвращается первоначальное название канала («ТВ Центр»), заменённое ранее на ТВЦ (хотя в обиходе телеканал продолжают так называть), был проведён ребрендинг. Обновились логотип и оформление, канал перешёл на круглосуточное вещание.
Сетка вещания
В течение 2006 года сетка вещания телеканала подверглась серьёзным изменениям. Программы «Очевидное — невероятное», «Арена», «Русский век», «Открытый проект» и другие были закрыты. Программу «События. 25-й час» стали вести её создатель и самый первый ведущий Илья Колосов и Вера Кузьмина, которая в 2013 году покинула программу. Сокращено эфирное время для чиновников и программ, связанных с правительством Москвы. Частично изменились форматы программ «Народ хочет знать» и «Времечко»: первую программу стала вести только одна ведущая вместо практиковавшегося ранее парного ведения, а вторая была трансформирована в ток-шоу со зрителями, перенесена в дневной блок и несколько изменила название, в которое добавилось прилагательное «новое». В конце мая 2008 года она, будучи одним из немногих ток-шоу на актуальные социальные проблемы в прямом эфире на российском ТВ, была закрыта из-за низких рейтингов и по причине её устаревшего формата. Прочие старые программы канала, среди которых были «Постскриптум», «Лицом к городу» и «Момент истины», остались без изменений.
Основной целью ребрендинга «ТВ Центра» ставилось увеличение развлекательного вещания на канале, при этом социально ориентированная направленность эфира всё же сохранилась. Программа «События. Время московское» снова стала называться «События», а новостные выпуски же были перепрофилированы из московских в федеральные. Появились еженедельная информационно-аналитическая программа «В центре событий», ведущей которой стала Анна Прохорова, и журналистские расследования «В центре внимания».
Среди запущенных программ периода 2006—2012 годов отдельного упоминания заслуживают молодёжное ток-шоу «Сто вопросов к взрослому» Авторского телевидения, в рамках которого дети и подростки задают вопросы находящемуся в центре студии медийному лицу, правовой тележурнал «Линия защиты», инноваторский проект «Фабрика мысли», программа об инвалидах «Фактор жизни», авторский цикл «Документальное кино Леонида Млечина», компьютерные исторические телесериалы «Битва за Москву» и «История государства Российского», телеигра «Один против всех», документальный цикл об истории Москвы «Хроники московского быта», закрытое после двух передач общественно-политическое молодёжное ток-шоу «Бойцовский клуб», а также недолго просуществовавшее идейное продолжение советской передачи — «Двадцать лет спустя. От всей души». Появились новые правовые и криминальные передачи «Детективные истории» и «Доказательства вины». В 2007—2008 годах добавилась линейка ежедневных дискуссионных программ «Ничего личного» с Татьяной Малкиной, «Скандальная жизнь с Ольгой Б.», «Только ночью», «Решите за меня», «Дело принципа», «Политическая кухня», «Временно доступен» (производство АТВ). Также на канале недолго (с 2006 по 2007 год) выходили программы украинского производства или адаптированные к ним («Вечерний квартал», «Караоке на Арбате»), их наличие объяснялось сотрудничеством «ТВ Центра» с известным украинским телепродюсером Владиславом Ряшиным, являвшимся в этот период советником генерального директора телеканала. Выходили также и программы, схожие с теми, что выходили на ТВ-6 под управлением Александра Пономарёва и Олейникова: «Наши любимые животные», «Наша музыка», «Все в сад!», а также документальные проекты, созданные продюсером Иваном Усачёвым, также работавшим на «шестой кнопке» («Реальные истории», «Тайны советского кино», некоторые фильмы).
Главную редакцию спортивных программ возглавлял Александр Ухов. С момента прихода к руководству команды Александра Пономарёва спортивные трансляции стали занимать меньший объём вещания, чем было ранее, а с осени 2009 года они и вовсе были прекращены.
В сентябре-октябре 2010 года, одновременно с отставкой Юрия Лужкова с поста мэра Москвы, на телеканале последовательно были закрыты выходившие там с 1990-х или начала 2000-х годов программы «Лицом к городу», «Репортёр» и «Момент истины». При этом были запущены новые программы («Наш город. Диалог с мэром», откровенное интервью «Жена. История любви» с Кирой Прошутинской, капустник российских артистов «Приют комедиантов»), а также социально-политические или научно-популярные ток-шоу: «Pro жизнь», «ТВ-Цех», «Человек в большом городе», «Место для дискуссий», «Мозговой штурм» и «Ещё не поздно».

### С 2012. Юлия Быстрицкая
24 октября 2012 года генеральным директором канала становится Юлия Быстрицкая (Ракчеева), ранее заместитель генерального директора ВГТРК. На внеочередном совете директоров она была выбрана вместо Александра Пономарёва.
С 1 декабря 2012 года, по окончании процесса интеграции «Третьего канала» в телеканал «ТВ Центр», в Москве вещание ведётся круглосуточно, без программ ТРВК «Московия».
14 декабря 2012 года телеканал «ТВ Центр» вошёл во второй мультиплекс цифрового эфирного телевидения DVB-T2.
20 апреля 2013 года указом Президента РФ телеканал «ТВ Центр» стал федеральным и перешёл в первый мультиплекс цифрового эфирного телевидения DVB-T2. 17 мая 2013 года телеканал начал вещание в составе первого мультиплекса в регионах России, где в тестовом режиме работает сам первый мультиплекс.
31 декабря 2014 года в целях организации единой системы распространения телеканала прекращается действие договора с региональными партнёрами. 1 апреля 2015 года канал перешёл на широкоэкранное вещание в формате 16:9.
1 марта 2015 года спортивная редакция телеканала была расформирована. На момент закрытия она производила всего две передачи — «События. 5 минут спорта» и «Футбольный центр». 30 июня того же года завершено преобразование ОАО «Телекомпания „ТВ Центр“» в АО «ТВ Центр». При этом копирайт «ОАО „ТВ Центр“» использовался в собственных и сторонних программах до ноября 2015 года.
В 2017 году появился телеканал «Центральное телевидение», на котором транслируются лучшие телепрограммы канала «ТВ Центр» развлекательно-публицистической тематики. Трансляция осуществляется с ИСЗ «ABS-2A».
21 февраля 2020 года канал перешёл на вещание в стандарте высокой чёткости (HD), которое было анонсировано в июне 2017 года (в год 20-летия канала). Первым оператором, который включил HD-версию «ТВ Центра», стал «Ростелеком».
В декабре 2021 года для оплаты услуг ВГТРК по распространению трансляций телеканалов в городах с численностью населения менее 100 000 человек власти выделили 7,954 млрд рублей для каналов: «Первый канал», НТВ, «Телерадиокомпания „Петербург“», «Карусель», «ТВ Центр» и «Матч ТВ».
13 декабря 2021 года правительство подписало постановление об утверждение правил выделения субсидий «ТВ Центру» для организации субтитрирования. Постановление вступило в силу 1 января 2022 года. Канал является одним из восьми телеканалов, имеющих скрытые субтитры.
3 июня 2022 года, в рамках шестого пакета санкций Евросоюза, было запрещено вещание телеканала «ТВ Центр» на всей территории Европы. 4 июня канал был отключён на спутниках «Hot Bird 13C» и «Eutelsat 9B».
Сетка вещания
После прихода Юлии Быстрицкой произошли изменения в сетке вещания и штате сотрудников. Московский корреспондент «Чешского Радио» Мартин Доразин утверждает, что канал покинуло более 100 работников из-за новой политики и ужесточившихся требований руководства. В штат были наняты коллеги Быстрицкой, знакомые с ней по работе в структуре информационного вещания ВГТРК. Из эфира начали уходить некоторые публицистические передачи и ток-шоу общественно-политического характера, запущенные ещё под руководством Олега Попцова и Александра Пономарёва, включая ток-шоу «Народ хочет знать», «Ещё не поздно», «Место для дискуссий», «Pro жизнь» и существовавшую с основания канала экономическую программу «Деловая Москва». Тем не менее, основные информационные программы «ТВ Центра» (среди них — «Московская неделя», «Городское собрание», «Постскриптум» и «В центре событий») сохранили свои места в сетке канала. Часть проектов стороннего производства, созданных при предыдущих руководителях («Временно доступен», «Мозговой штурм», «Сто вопросов к взрослому», «Тайны нашего кино» и пр.), также оставалась в эфире. Они были закрыты в течение нескольких лет по различным причинам.
С момента начала интеграции «Третьего канала» в «ТВ Центр» (сентябрь 2012 года) и до ликвидации ОАО ТРВК «Московия» как юридического лица (сентябрь 2013 года) «Московия» являлась производителем программ для «ТВ Центра», их число менялось. Основная их часть (ток-шоу «Треугольник», медицинская программа «Врача вызывали?» с ведущим Александром Мясниковым) закрылась в начале 2013 года, публицистическая передача «Наша Москва» выходила в эфир до конца 2014 года. Общественно-политическое ток-шоу «Право голоса» продолжало выходить на канале вплоть до 11 июля 2019 года, затем было закрыто после перехода ведущего Романа Бабаяна на канал НТВ.
С февраля 2013 года сетка телеканала претерпевает изменения. Было введено более чёткое, в сравнении с предыдущими годами вещания, разделение новостных блоков на московские и общефедеральные, по образцу ВГТРК. К уже имевшейся программе «События» добавили программу «Город новостей», посвящённую событиям в Москве. Запущены цикловые программы «Осторожно, мошенники!» и «Без обмана», посвящённые уловкам преступников или же разоблачению производителей некачественных товаров народного потребления, а также ток-шоу на медицинскую тематику «Доктор И…». С тех же пор кинопоказ стал состоять из европейских фильмов 1950-х—1990-х годов, картин производства СССР, иноязычных телесериалов жанра «процедурал» («Инспектор Льюис», «Чисто английское убийство», «Отец Браун», «Мисс Фишер», «Инспектор Линли», «Преступления страсти») и недорогих российских мини-сериалов мелодраматического или детективного содержания. В последнем случае телесериалы зачастую представляют собой экранизации романов.
В середине октября 2013 года, после программы «События. 25-й час», посвящённой «бирюлёвским событиям», её ведущий Илья Колосов был отстранён от эфира и покинул «ТВ Центр», позднее перейдя на канал RTVi. Вместо него программу теперь ведёт Алексей Фролов, перешедший с «России-1».
С конца 2013 года в эфире стали постепенно появляться цикловые передачи на светские и политические темы, в которых затрагиваются факты из биографий известных людей (политиков, актёров, медийных личностей). Среди них — «Удар властью» (2013), «Прощание» (2015), «Свадьба и развод» (2016), «Дикие деньги» (2016). В частности, в последней передаче отмечалось отсутствие финальных титров с указанием закадровых сотрудников. Также изменились концепции программ «Линия защиты» и «Хроники московского быта».
Уход лиц канала, пришедших во времена руководства Попцова или Пономарёва, или же в самом начале его вещания, продолжился и далее. В ноябре 2014 года «ТВ Центр» покинул автор публицистических программ Леонид Млечин, перейдя в штат ОТР. В марте 2015 года перестала выходить программа-интервью «Приглашает Борис Ноткин», возникшая на МТК. При этом с телесезона 2014/2015 на канале начали выходить новые передачи: ток-шоу на политические темы «Право знать!» и программа-интервью Татьяны Устиновой «Мой герой».
Осенью 2016 года на телеканал по приглашению главного продюсера Никиты Шумакова переходит известный ведущий и публицист Отар Кушанашвили, ставший вести потребительское ток-шоу «Естественный отбор», а с сентября 2018 года — и кулинарную программу «Спасите, я не умею готовить!».
В конце января 2020 года была закрыта детская передача «АБВГДейка», к концу своего 20-летнего существования на канале выходившая по субботам рано утром. Основной причиной является приостановка финансирования программы со стороны государства. В сентябре того же года телеканал остановил сотрудничество с Кирой Прошутинской, на тот момент являвшейся автором и ведущей передачи «Он и Она» (выходила с марта 2019 года).
С 21 марта 2020 года, в связи с пандемией коронавируса в России, съёмки четырёх информационных программ канала («Настроение», «Город новостей», «Московская неделя», «Городское собрание»), а также ряда цикловых и линейных ток-шоу, были постепенно приостановлены. Единственное оставшееся на канале ток-шоу на политическую тематику — «Право знать» — стало проходить без зрителей в студии, а сохранившиеся авторские передачи выходных дней («Фактор жизни», «Постскриптум» и «Православная энциклопедия») перешли на удалённый режим. Также были приостановлены съёмки сериалов. К июню 2020 года, после снятия нескольких ограничений, выход первых трёх информационных программ был восстановлен, а съёмки «Постскриптума» вновь стали проводиться в студии.

## Оценка

### Цензура
23 июля 2013 года «ТВ Центр» отказался проводить дебаты кандидатов в мэры Москвы. С резкой критикой решения выступил Алексей Навальный. По мнению оппозиционера, эта телекомпания может по праву считаться региональной, поскольку «москвичи заплатили им за последние три года 7,2 млрд рублей». Однако, как заявили в Мосгоризбиркоме, канал не обязан предоставлять бесплатное эфирное время для дебатов кандидатов на пост мэра Москвы, поскольку он не является региональным СМИ. Позже по этому вопросу высказалась и генеральный директор телеканала Юлия Быстрицкая: «На мой взгляд, показывать на федеральном канале дебаты, когда в них не принимает участие главный кандидат, — это рубить свою репутацию. „Москва 24“ — принадлежит московскому правительству — обязана была по закону эти дебаты устраивать, мы — нет. Плюс в тот момент, когда наши кандидаты захотели дебатировать, у нас строились две новые студии, у нас просто для того, чтобы были дебаты, даже не было студий, где бы мы могли это делать, у нас даже не было на это средств. Мы и не собирались».
14 августа 2013 года телеканал в вечернем выпуске новостей рассказал, что встречи кандидатов в мэры Москвы Алексея Навального и Ивана Мельникова с избирателями не состоялись, потому что москвичи на них не пришли. Однако 14 августа кандидат Навальный провёл три встречи с москвичами в трёх районах на севере столицы. Все эти встречи состоялись.
11 апреля 2014 года на телеканале подвергся цензуре советский фильм «Гараж» режиссёра Эльдара Рязанова. Как передаёт «Эхо Москвы», во время показа поздно вечером в одном из диалогов характерным звуком «Пи» было перекрыто слово «хреновина». Цензуре подверглась фраза героя актёра Георгия Буркова: «Что это за хреновина? Обезьяны там перемёрзнут!», прозвучавшая в ответ на предложение расселить «несчастных обезьян» в сибирской тайге.

### Концепция
В начале работы телеканала журналисты (в частности, Слава Тарощина и Антон Курбский) критиковали канал за невысокое качество показываемых на нём телепрограмм, непродуманность концепции и сетки вещания. В декабре 1998 года в статье «Московского комсомольца» «Мина на голубом экране» телеканал был назван «самым непрофессиональным из всех (существовавших тогда) федеральных каналов». Такая оценка телеканала была вызвана не доведённым до ума информационным вещанием, субъективностью ведущих публицистических программ и политической ангажированностью «ТВ Центра» в пользу московского правительства и градоначальника (последнее обстоятельство отмечалось и далее другими рецензентами).
В более поздние годы журналистами критиковался тот факт, что экстренные новостные выпуски о происходивших в Москве крупномасштабных чрезвычайных происшествиях с большим количеством жертв (взрыв в зале с игровыми автоматами на Манежной площади в августе 1999 года, взрыв в Пушкинском переходе в августе 2000 года, теракт на станции метро «Рижская» в августе 2004 года), быстрее всего появлялись не на предназначенном для оперативного информирования москвичей «ТВ Центре», а на других общефедеральных вещателях — первом, втором или четвёртом телеканалах. В двух из трёх случаях (все они попадали на вторник) в эфире «ТВ Центра» шёл традиционный эфир программы «Лицом к городу» Павла Горелова с участием тогдашнего мэра Москвы Юрия Лужкова, из которой о случившихся ЧП узнать было невозможно. Схожие претензии в адрес канала звучали также по факту освещения им в марте 2010 года взрывов в московском метро.
В 2000-е годы, под руководством Олега Попцова, телеканал также часто критиковался за несоответствие его реалиям современного телевещания и перенасыщение сетки вещания большим количеством устаревших телепрограмм.
Егор Одинцов в своей статье «Метровый канал с провинциальной судьбой. Печальная история ТВЦ» в газете «Культура» обвинял канал в обилии устаревших форматов программ (например, телемагазины), в том, что у него безынициативный коллектив и провальная политика анонсирования. Тем не менее, он отмечал хороший уровень передач «Особая папка», «Закрытая тема» и «Двойной портрет», а также достойную работу коллектива ночного канала «Открытый проект» и службы оформления эфира. Также доктор филологических наук, профессор Анри Вартанов отмечал, что телеканал «обладал не только общественным влиянием, но и неповторимым, ярким голосом».
В период с 2004 по 2005 годы ТВЦ, вместе с вещавшим с ним на одной частоте в Москве «Третьим каналом», признавался частью критиков как один из немногих телеканалов, на котором могла звучать информация, которую не озвучивали или не распространяли на остальных центральных (особенно после закрытия ТВС и массового закрытия передач на НТВ). Виталий Третьяков в одной из своих статей охарактеризовал ТВЦ того периода как «телеканал довольно критичный, если не сказать, что оппозиционный всей центральной власти, кроме лично президента страны».
После ухода команды Попцова и ребрендинга августа 2006 года главной негативной тенденцией было обозначено копирование «ТВ Центром» успешных телеформатов с более востребованных «больших» федеральных телеканалов. По мнению преподавателя и телекритика Анны Качкаевой, с 2006 года «ТВ Центр» фактически стал работать по принципу «всё как у больших, но только хуже».
В 2017 году российский тележурналист Владимир Кара-Мурза-старший в одной из своих статей написал, что считает «ТВ Центр» слабейшим каналом, называя его провинциальным. Аргументировал он это отсутствием концепции: после «крупных» федеральных новостей могли показать «бытовой» местный сюжет; в разные дни в эфире также могли соседствовать документальные фильмы и передачи, транслирующие противоположные мнения. Также он раскритиковал дизайн канала и наличие в штате ведущих, «…чьё время уже прошло».

### Мистификация
В 2017 году в серии авторских программ «Постскриптум» ведущий Алексей Пушков представил доводы в пользу версии, что американцы не были на Луне, что высадка человека на Луне не более чем павильонное шоу. С возражениями Пушкову выступили академик РАН Эрик Галимов и Александр Тихонович Базилевский, главный научный сотрудник ГЕОХИ РАН. Галимов, в частности, приводил в качестве аргументов сомнительность используемых источников, а также недопустимость транслирования недостоверных данных таким авторитетным лицом, как Пушков.

## Зона вещания
Телеканал «ТВ Центр» входит в первый мультиплекс цифрового телевидения России, имеет 4 временных дубля для вещания на территории России: «Европа» (МСК+0), «Урал» (МСК+2), «Сибирь» (МСК+4), «Дальний Восток» (МСК+7), транслируемые через спутник. В большинстве крупных городов телеканал вещал по системе аналогового телевещания, в основном на частотах в дециметровом диапазоне волн. В Москве, где аналоговое вещание осуществлялось до 15 апреля 2019 года, частота была расположена в метровом диапазоне (3 ТВК). Как сообщает сам канал, у него есть специальные версии: для трансляции в интернете и HD-версия в сетях кабельных операторов.
В 2008 году TVCI прекратил вещание на территории Украины в связи с решением Национального совета по телевидению и радиовещанию, который обязал кабельных операторов прекратить ретрансляцию телеканалов без украинского языка. В 2010 году канал привёл сетку вещания в соответствие с украинским законодательством и продолжил свою работу. На 2012 год TVCI вещал на страны СНГ и Балтии, Европу, Израиль, США, Австралию и Новую Зеландию.
24 июля 2014 года Национальный совет Украины по вопросам телевидения и радиовещания объявил, что содержание программ телеканалов «Первый канал. Всемирная сеть», «РТР-Планета», «НТВ Мир», «Россия-24» и «ТВ Центр International» не соответствует требованиям Европейской конвенции о транснациональном телевидении и части 1 статьи 42 закона Украины «О телевидении и радиовещании», тем самым запретив их трансляцию на территории Украины.
5 апреля 2017 года вещание «ТВ Центра» было приостановлено на полгода на территории Литвы ввиду нарушения законодательства республики — в выпуске программы «В центре событий» от 27 января 2017 года прозвучала информация, которая нарушает статью законодательства о недопустимости распространения дезинформации и разжигания ненависти. В одном из репортажей программы формировалось предвзятое мнение и искажались исторические факты о событиях в Вильнюсе 13 января 1991 года — «с целью повлиять на мнение и поведение разновозрастной аудитории». По прошествии этого времени вещание продолжилось.
На 2021 год, согласно информации самого канала, трансляция TVCI ведётся на территориях стран СНГ (Армения, Азербайджан, Белоруссия, Молдова, Казахстан, Узбекистан, Киргизия), стран Балтии (Латвия, Эстония, Литва), Грузии, Восточной и Западной Европы (Болгария, Германия, Австрия, Франция, Испания, Финляндия, Швеция, Норвегия), Израиля, Канады, США и стран Ближнего Востока и Северной Африки (Объединённые Арабские Эмираты, Египет).
24 февраля 2022 года в связи с вторжением России на Украину Латвия запретила ретрансляцию передач канала «ТВ Центр» сроком на три года.
Департамент защиты прав потребителей и технического надзора (TTJA) запретил трансляцию ряда российских каналов в Эстонии, в том числе «ТВ Центр International».
В июне 2022 года канал «ТВ Центр» начал бесплатное вещание на всей территории Херсонской области.